# Unique Device Identification
Уникальный идентификатор изделия (УИД, англ. Unique Device Identification, UDI) — система присвоения уникального идентификатора медицинскому изделию, используемому в пределах США, разработанная агентством «Администрация пищи и лекарств». 27.09.2007 подписаны соответствующие документы к Акту поправки закона Администрации пищи и лекарств. Акт предписывает создание языка и системы распознавания искомых изделий.

## Общие сведения
На практике требуется нанесение УИД-метки с уникальным идентификатором на изделие для его дальнейшего учёта и распознавания в пределах организаций индустрии пищевой и медицинской промышленностей. Также создана соответствующая правительственная база данных Global Unique Device Identification Database (GUDID) для предоставления пользователям, организациям и соответствующим службам и властям контроля за меченым изделием.
Форма метки состоит из легко-распознаваемых человеком или машиной знаков (матричный код, штрихкод, символы). УИД может включать и серийный номер.